# Chinesischer Abendsegler
Der Chinesische Abendsegler (Nyctalus plancyi) ist eine Fledermausart aus der Gattung der Abendsegler innerhalb der Glattnasen (Vespertilionidae). Sie ist endemisch in der Volksrepublik China mit einem vergleichsweise großen Verbreitungsgebiet im Südosten des Landes und auf Taiwan.
Der Artzusatz im wissenschaftlichen Namen ehrt den französischen Diplomaten und Tiersammler Victor Collin de Plancy, der das Typexemplar der Wissenschaft übergab.

## Merkmale
Nyctalus aviator ist eine im Vergleich zu anderen Abendseglern relativ kleine Art mit einer Kopf-Rumpf-Länge von 6,5 bis 7,5 Zentimetern mit einem Schwanz von 3,6 bis 5,2 Zentimetern Länge. Der Unterarm erreicht eine Länge von 4,7 bis 5,0 Zentimetern, der Hinterfuß ist 1,0 bis 1,1 Zentimeter lang und das Ohr 1,5 bis 1,8 Zentimeter. Das Fell ist braun und dunkler als das des Großen Abendseglers; dabei sind die Basen der Haare rotbraun und die Spitzen dunkelbraun gefärbt. Die Bauchseite ist etwas heller als der Rücken. Das Haar reicht auch auf Teile der Flughaut und der Schwanzflughaut.
Charakteristische Artmerkmale betreffen vor allem den Aufbau des Schädels und der Zähne, so ist der obere äußere Schneidezahn sehr flach.

## Verbreitung

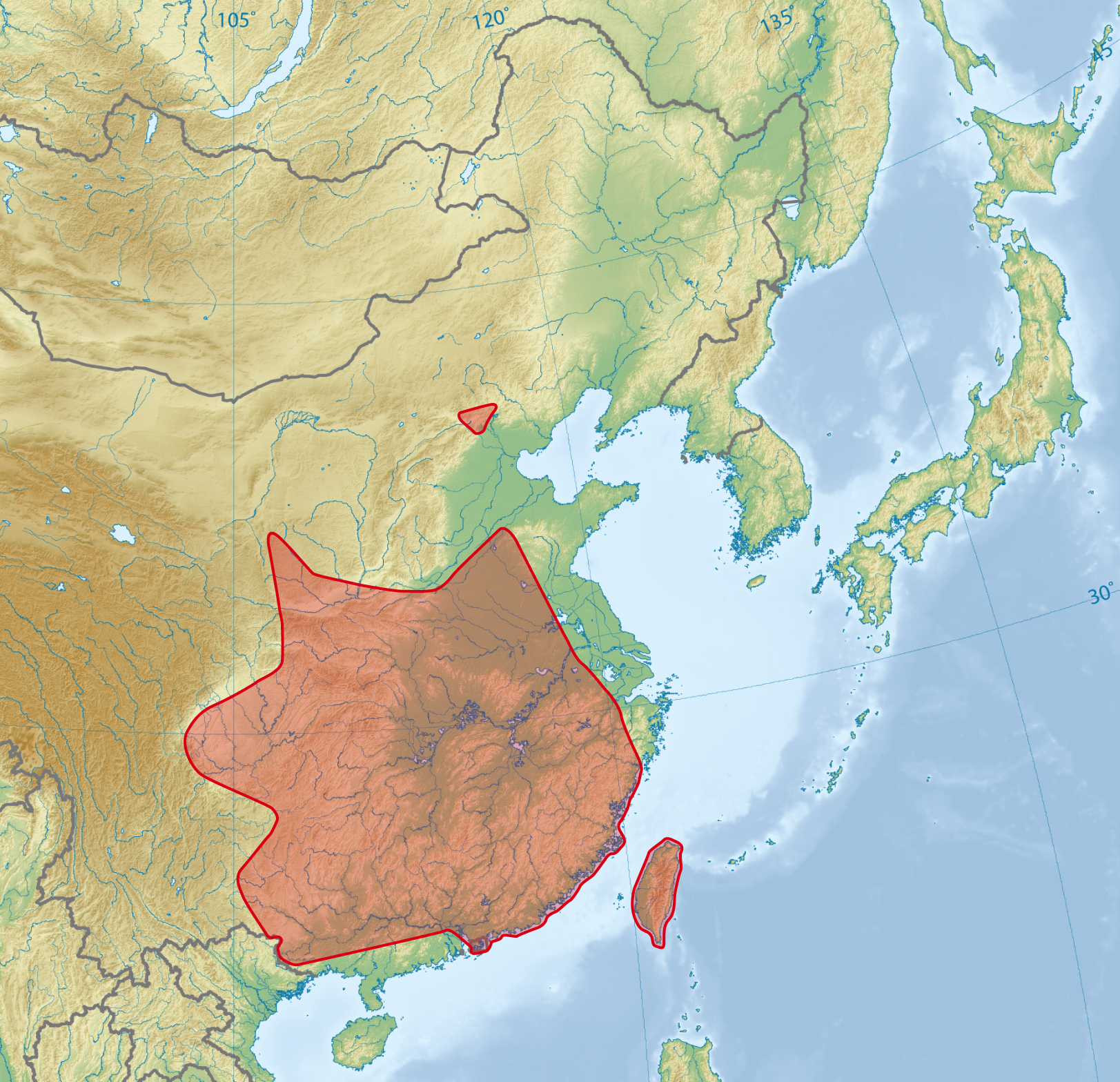
Verbreitungsgebiet des Chinesischen Abendseglers (rot)

Der Chinesische Abendsegler ist endemisch in der Volksrepublik China mit einem vergleichsweise großen Verbreitungsgebiet im Südosten des Landes und auf Taiwan. Er kommt dabei in zwei Unterarten vor, von denen N. p. plancyi in den Provinzen Peking, Shandong, Henan, Shaanxi, Gansu, Liaoning und Jilin und N. p. velutinus in den Provinzen Fujian, Anhui, Jiangsu, Zhejiang, Jiangxi, Guangdong, Guangxi, Hunan, Hubei, Guizhou, Yunnan, Sichuan und Hebei sowie in Hongkong und auf Taiwan vorkommt.

## Lebensweise
Der Chinesische Abendsegler ist nachtaktiv und ernährt sich wie andere Arten der Gattung vor allem von Insekten. Als Rastplätze der Art wurden neben Höhlen, alten Bäumen und Felsspalten auch alte Tempel und Dächer identifiziert, von denen sie ihre Beuteflüge startet.
Die Überwinterung mit den Paarungen beginnt im frühen bis mittleren November. Der Eisprung fällt in den März, wobei die Weibchen den männlichen Samen speichern und damit verzögert zur Befruchtung bringen. Die Tragzeit beträgt 50 bis 60 Tage und im Juni werden in der Regel zwei Jungtiere geboren.

## Systematik
Der Chinesische Abendsegler ist eine der derzeit acht Arten innerhalb der Abendsegler (Nyctalus), von der in seinem Verbreitungsgebiet zudem der Große Abendsegler (Nyctalus noctula ) sowie Nyctalus aviator vorkommen. Teilweise wurde Nyctalus aviator als Unterart des Großen Abendseglers betrachtet, teilweise galten auch die beiden Unterarten als jeweils eigenständige Arten.
Entsprechend einer Untersuchung von Salgueiro et al. 2007 stellt der Chinesische Abendsegler die basalste Art und damit die Schwesterart der restlichen Abendsegler-Arten dar. Die restlichen Arten teilen sich auf zwei Gruppen auf, von denen eine aus dem Großen Abendsegler (Nyctalus noctula ), dem Riesenabendsegler (Nyctalus lasiopterus) und Nyctalus aviator und die andere aus dem Kleinen Abendsegler (Nyctalus leisleri) und dem auf den Azoren endemischen Azoren-Abendsegler (Nyctalus azoreum ) gebildet wird. Der Berg-Abendsegler (Nyctalus montanus), der früher ebenfalls als Unterart des Kleinen Abendseglers betrachtet wurde, und Nyctalus furvus wurden bei dieser Untersuchung nicht betrachtet.

## Gefährdung und Schutz
Die Art wird aufgrund des großen Verbreitungsgebietes und der angenommenen großen Bestandszahl von der IUCN als nicht gefährdet (least concern) gelistet. Ein Rückgang oder potenzielle Bestandsgefährdungen sind nicht bekannt.
Auch in der Roten Liste gefährdeter Arten in China wird die Art als nicht gefährdet gelistet.

## Belege
1. ↑  Beolens, Watkins & Grayson: The Eponym Dictionary of Mammals. JHU Press, 2009, S. 324 (Plancy ).
2. 1 2 3 4 5  Don E. Wilson Chinese Noctule. In: Andrew T. Smith, Yan Xie: A Guide to the Mammals of China. Princeton University Press, 2008; S. 362. ISBN 978-0-691-09984-2.
3. 1 2 3 4  Nyctalus plancyi in der Roten Liste gefährdeter Arten der IUCN 2012.1. Eingestellt von: A.T. Smith, C.H. Johnston, C.H., 2008. Abgerufen am 19. September 2012.
4. 1 2 3  P. Salgueiro, M. Ruedi, M. M. Coelho, J. M. Palmeirim: Genetic divergence and phylogeography in the genus Nyctalus (Mammalia, Chiroptera): implications for population history of the insular bat Nyctalus azoreum. Genetica 130 (2), 2007: S. 169–181.